# Nathanael Gottfried Leske
Nathanael Gottfried Leske (Bad Muskau, 22 ottobre 1751 – Marburgo, 25 novembre 1786) è stato un entomologo e geologo tedesco.

## Biografia
Dopo gli studi alla Bergakademie di Freiberg in Sassonia e alla Franckeschen Stiftungen di Halle, Leske divenne professore straordinario di storia naturale all'Università di Lipsia nel 1775.
Dal 1777 al 1786 insegnò economia a Lipsia e nel 1786 fu chiamato alla cattedra di scienze economiche ed economia all'Università di Marburg.
Nel corso della sua vita Leske corrispose con il suo insegnante nonché amico intimo Abraham Gottlob Werner, famoso geologo e mineralogista di Weimar. Curò il Leipziger Magazin zur Naturkunde, Mathematik und Oekonomie (1781-1789) con Christlieb Benedict Funk e Carl Friedrich Hindenburg.
Leske possedeva una vasta collezione di minerali e di storia naturale chiamata Gabinetto Leskean, che fu data dopo la sua morte a Dietrich Ludwig Gustav Karsten e, successivamente, nel 1792, venduto alla Dublin Society. Oltre alla collezione di minerali vi era anche una collezione di storia naturale proveniente dalle collezioni di Johann Friedrich Gmelin e Johan Christian Fabricius. Questi esemplari sono ora nel Museo Nazionale d'Irlanda.

## Opere
- Ichthyologiae Lipsiensis specimen. Lipsiae: Siegfrief Lebrecht Crusius, 1774.
- Con Jacob Theodor Klein Additamenta ad Jacob Theodor Klein Naturalem dispositionim echinodermatum et lucubratiunculam de aculeis echinorum marinorum Lipsiae Ex Officina Gleditschiana, 1778. BHL
- Anfangsgrunde der Naturgeschichte. Zwote [sic] verbesserte und viel vermehrte Ausgabe. Leipzig: Siegfried Lebrecht Crusius, 1784.
- Reise durch Sachsen in Rüksicht der Naturgeschichte und Ökonomie unternommen und beschrieben. Leipzig: J.G. Müllersche Buchhandlung, 1785
- Museum Leskeanum Leipzig: J.G. Müller, 1789. BHL